# Malato deidrogenasi (decarbossilante l'ossaloacetato)
La malato deidrogenasi (decarbossilante l'ossalacetato) è un enzima appartenente alla classe delle ossidoreduttasi, che catalizza la seguente reazione:
(S)-malato + NAD+ ⇄ piruvato + CO2 + NADH
Come reazione accessoria decarbossila l'ossaloacetato aggiunto.